# Paulgrothita
La paulgrothita és un mineral de la classe dels fosfats.

## Característiques
La paulgrothita és un fosfat de fórmula química Cu9Fe3+O₄(PO₄)₄Cl₃. Va ser aprovada com a espècie vàlida per l'Associació Mineralògica Internacional l'any 2021, i encara resta pendent de publicació. Cristal·litza en el sistema ortoròmbic.
L'exemplar que va servir per a determinar l'espècie, el que es coneix com a material tipus, es troba conservat a les col·leccions del Museu Mineralògic Fersmann, de l'Acadèmia de Ciències de Rússia, a Moscou (Rússia), amb el número de registre: 5595/1.

## Formació i jaciments
Va ser descoberta a la fumarola Arsenàtnaia, situada al segon con d'escòria de l'avanç nord de la Gran erupció fissural del volcà Tolbàtxik (Krai de Kamtxatka, Rússia), sent l'únic indret de tot el planeta on ha estat descrita aquesta espècie mineral.